# Menta e rosmarino
Menta e rosmarino è un singolo discografico del cantante italiano Zucchero Fornaciari, pubblicato nel 1996 come primo estratto dalla raccolta The Best of Zucchero Sugar Fornaciari's Greatest Hits.

## Descrizione
Il brano è stato pubblicato nella sua versione in italiano, in inglese, con il titolo I Won't Be Lonely Tonight, e in spagnolo con il titolo Menta y romero.

## Video musicale
Fu girato anche un videoclip del brano nel quale recitarono Mietta e Natalia Estrada. Inoltre nel video è presente anche Eric Clapton. Diretto da Stefano Salvati, si aggiudicò il terzo posto allo "Special effects Award" di Cannes.

## Tracce
Testi e musiche di Zucchero, eccetto dove indicato.

### CD singolo
Menta e rosmarino
- COD: Polydor 573 386-2

1. Menta e rosmarino (Radio Edit) – 3:55 (testo: Zucchero, Alberto Salerno)
2. Un piccolo aiuto (feat. Eric Clapton) (Live from Parco Novi Sad, Modena, 20 June 1996) – 3:43 (testo: Alberto Salerno)

- COD: Polydor 5002 320

1. Menta e rosmarino (Radio Edit) – 3:55 (testo: Zucchero, Alberto Salerno)

Menta y romero
- COD: Polydor 5002 325

1. Menta y romero (Radio Edit) – 3:55 (testo: Zucchero, Alberto Salerno, J. Andreu)

### CD Maxi
Menta e rosmarino
- COD: Polydor 573 387 2

1. Menta e rosmarino (Radio Edit) – 3:55 (testo: Zucchero, Alberto Salerno)
2. Un piccolo aiuto (feat. Eric Clapton) (Live from Parco Novi Sad, Modena, 20 June 1996) – 3:43 (testo: Alberto Salerno)
3. X colpa di chi? (Cappella Edit Remix) – 3:29

I Won't Be Lonely Tonight
- COD: Polydor 573 385-2

1. I Won't Be Lonely Tonight (Radio Edit) – 3:55 (testo: Zucchero, Alberto Salerno, C. Difford)
2. Un piccolo aiuto (feat. Eric Clapton) (Live from Parco Novi Sad, Modena, 20 June 1996) – 3:43 (testo: Alberto Salerno)
3. X colpa di chi? (Cappella Edit Remix) – 3:29

- COD: Polydor 573 701-2

1. I Won't Be Lonely Tonight (Radio Edit) – 3:55 (testo: Zucchero, Alberto Salerno, C. Difford)
2. Menta e rosmarino (Radio Edit) – 3:55 (testo: Zucchero, Alberto Salerno)
3. Miserere (feat. Luciano Pavarotti) – 4:12

## Classifiche
| Classifica (1997) | Posizione massima |
| ----------------- | ----------------- |
| Francia           | 50                |
| Francia (Airplay) | 12                |
| Italia (Airplay)  | 7                 |
| Paesi Bassi       | 92                |